# Susana Malcorra
Susana Mabel Malcorra (Rosario, 18 de noviembre de 1954) es una ingeniera eléctrica y diplomática argentina. Activa conferencista y miembro del Consejo en múltiples instituciones públicas y empresariales. Fue Decana del IE School of Global and Public Affairs de marzo 2020 a septiembre de 2021. Es presidenta y miembro fundadora, junto con Helen Clark e Irina Bokova, de GWL Voices.
Se recibió de ingeniera eléctrica en la Universidad Nacional de Rosario, trabajó en IBM y en 1993 ingresó a Telecom Argentina, empresa de telecomunicaciones entonces recientemente privatizada, en la cual llegó a ser directora general. En septiembre de 2004 pasó a ser directora ejecutiva adjunta del Programa Mundial de Alimentos de las Naciones Unidas. Desde 2008 hasta 2012 fue secretaria general adjunta del Departamento de Apoyo a las Actividades sobre el Terreno de Naciones Unidas, nombrada por el secretario general Ban Ki-moon. En marzo de 2012 fue designada jefa de gabinete de esa organización.
Tras once años de experiencia en las Naciones Unidas y con Mauricio Macri como presidente de la Nación Argentina,  el 10 de diciembre de 2015 se convirtió en la primera mujer en ocupar el puesto de ministra de Relaciones Exteriores y Culto de su gobierno, cargo que ocupó hasta el 12 de junio de 2017. En julio de 2017, se desempeñó como ministra asesora del Presidente hasta diciembre de 2017 y presidió la 11.ª Conferencia Ministerial de la OMC celebrada en Buenos Aires. Es copresidenta del Consejo de Administración de International Crisis Group.

## Biografía

### Primeros años
Malcorra estudió ingeniería eléctrica en la Universidad Nacional de Rosario. Subdirectora Telecom Argentina, de la cual llegaría a ser presidenta.
En 2001, durante su paso como gerente general de Telecom, resolvió un recorte del 10 % en los sueldos de los trabajadores telefónicos pero ante el rechazo de Foetra, amenazó con despidos. «El próximo paso será tomar medidas que incluyan la salida de gente», dijo al diario La Capital, lo que generó una serie de medidas de fuerza gremiales por las cuales tuvo que dar marcha atrás con esa decisión. Había mandado 400 telegramas de despido a empleados que no aceptaban una rebaja de sueldos. Fundó «Vectis Management».

### Naciones Unidas
Malcorra lideró el Departamento de Apoyo a las Actividades del Terreno de las Misiones de Paz, con sede en Nueva York, con el nivel de vicesecretaria general de las Naciones Unidas.
Desde 2004 en la ONU, se desempeñó como directora de Operaciones y directora ejecutiva adjunta del Programa Mundial de Alimentosdonde se vio implicada por el ocultamiento de denuncias por abusos sexuales a menores de edad perpetrados por Cascos Azules de la ONU y fuerzas de paz de Guinea, Chad y Guinea Ecuatorial en misiones en África. dirigió la primera fase de la respuesta operativa. Ingresó a las Naciones Unidas tras un proceso de selección de más de once entrevistas coordinado por un head hunter («cazador de talentos»).
Fue, desde 2008 hasta 2012, Secretaria General Adjunta del Departamento de Apoyo a las Actividades sobre el Terreno de Naciones Unidas, siendo nombrada por Ban Ki-moon, reemplazando a la estadounidense Jane Holl Lute cargo que desempeñó hasta 2015 cuando asume como Canciller de la República Argentina en diciembre de ese año.

### Canciller de la Nación Argentina

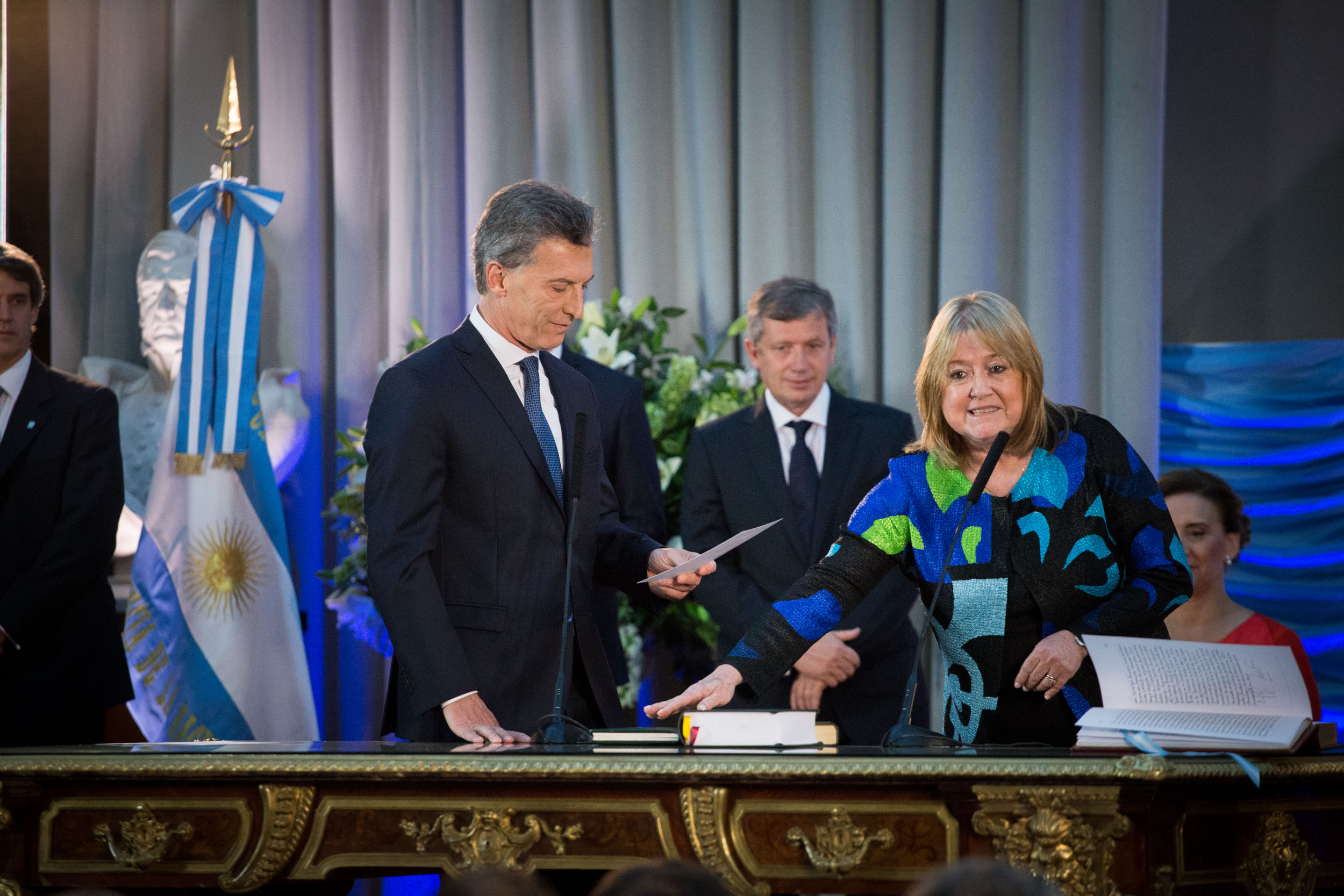
Malcorra jurando el 10 de diciembre de 2015

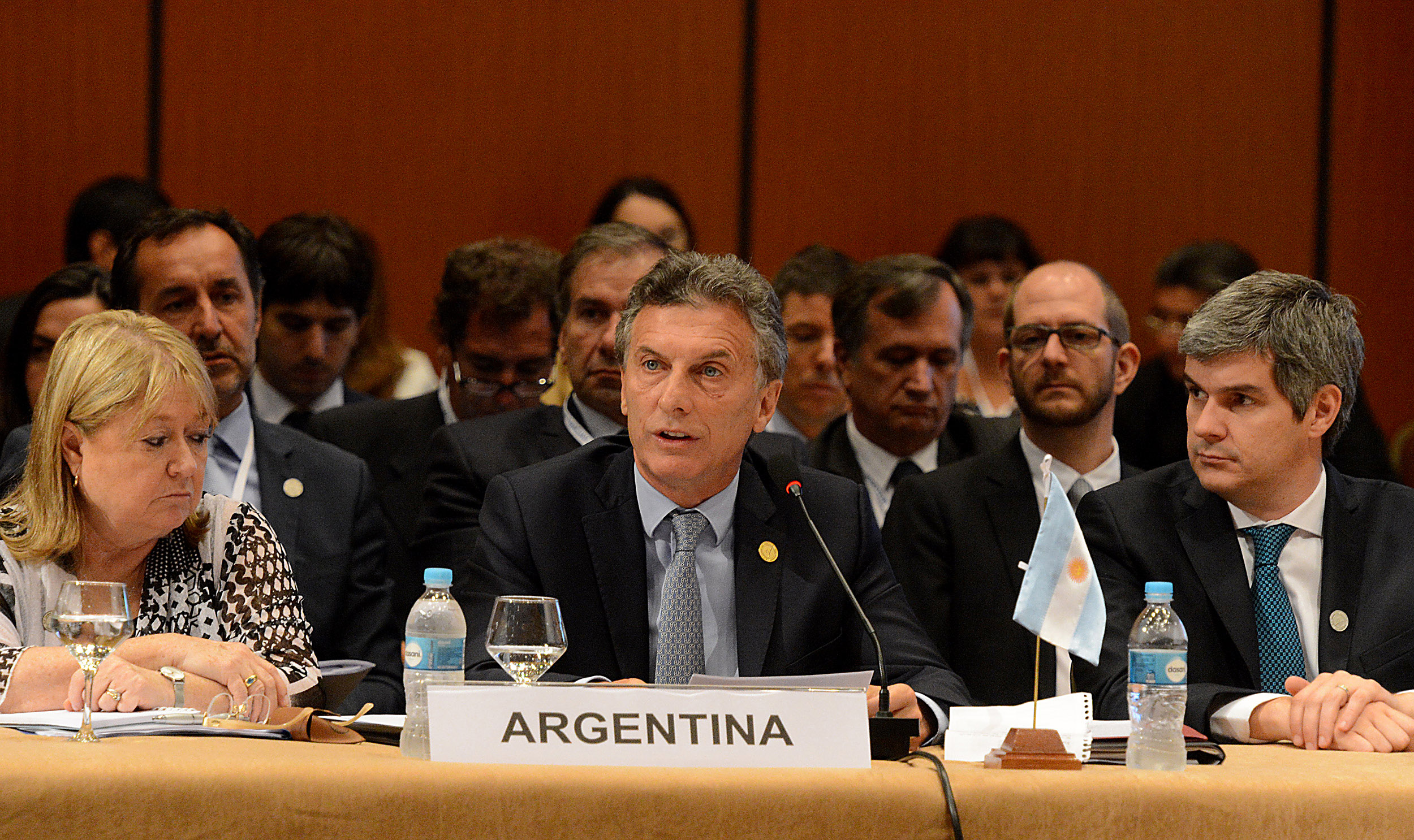
El presidente Macri, la canciller Malcorra y el jefe de gabinete Marcos Peña, en la 49.ª cumbre del Mercosur en Asunción, Paraguay, el 21 de diciembre de 2015

El 24 de noviembre de 2015 es designada por de ministra de Relaciones Exteriores de la República Argentina del gobierno de Mauricio Macri. Para su reemplazo en la ONU fue designado el guatemalteco Edmond Mulet.
En 2016 fue nominada oficialmente como candidata para asumir la Secretaría General de las Naciones Unidas cargo para el que finalmente fue elegido el portugués Antonio Guterres.
El 29 de mayo de 2017 anunció su renuncia por motivos personales y dejó el cargo oficialmente el 12 de junio.

### Actividad posterior
Se anunció que tras dejar el cargo de ministra se mudaría a España para estar con su familia y presidiría el Consejo de Alto Nivel para el Análisis Global, con rango ministerial. En febrero de 2020 se anunció su incorporación como decana de la IE School of Global & Public Affairs en sustitución de Manuel Muñiz.
A partir de entonces trabajó en contra de la  desigualdad que padecen  las mujeres y para el reconocimiento de la economía del cuidado y organizó campaña para colocar una mujer en la Secretaría General de las Naciones Unidas. Se convirtió en la presidenta de  una organización que busca la instalación de la igualdad de género en el mundo.

## Obra
Malcorra escribe artículos de opinión en diversos medios,  y en octubre de 2018, Susana Malcorra presentó su libro "Pasión por el resultado. El liderazgo femenino ante las grandes decisiones".

## Premios y reconocimientos
En 2011 el rey de España le otorgó Gran Cruz de Mérito Militar.
En 2011 también le fue otorgado el  Global Leadership Award por su dedicación a las Naciones Unidas y su trabajo en todo el mundo.
En marzo de 2016 fue condecorada con el Cóndor de los Andes en la orden de Gran Cruz por el gobierno del Estado Plurinacional de Bolivia.
En 2016, el Reino de España le otorgó la distinción de la Gran Cruz de la Real Orden de Isabel la Católica.
En 2017, la República de Italia le concedió la Orden al Mérito Cavalieri di Gran Croce.
En 2017, entró al International Hall of Fame, de la International Women´s Forum (IWF), organización en la que participa activamente.
En 2018, la  República de Chile la distinguió con la  Orden de Bernardo O´Higgins.
| Predecesor: Héctor Timerman | Ministra de Relaciones Exteriores y Culto de la República Argentina 2015 - 2017 | Sucesor: Jorge Faurie |